# Burg Takeda
Burg Takeda (japanisch 竹田城 Takeda-jō) ist die Ruine einer japanischen Burg aus der Sengoku-Zeit im Stadtteil Wadayama der Stadt Asago im Norden der Präfektur Hyōgo. Sie liegt nördlich von Himeji und nordwestlich von Kyōto auf einer Höhe von etwa 353 Metern über dem Meeresspiegel. Sie wird auch als das „Machu Picchu Japans“ oder als „Burg im Himmel“ bezeichnet. Die Burg wurde während der Sengoku-Zeit zerstört; nur die Fundamente und Steinmauern sind erhalten. Die Ruine steht seit 1943 unter Denkmalschutz.

## Geschichte
Die Burg Takeda liegt auf dem Berg Shiroyama an einem strategisch günstigen Punkt. Sie überblickt die Kreuzung der San’indō-Autobahn von Tanba in die Provinz Inaba mit der Straße Richtung Süden in die Provinz Harima und zum Seto-Binnenmeer. Die Burg liegt außerdem in der Nähe der Ikuno-Mine, einer der größten Silberminen Japans während der Muromachi-Zeit.
Das Gebiet kam in der Muromachi-Zeit unter die Kontrolle des Yamana-Klans, einem Nebenzweig des Nitta-Klans. Der Yamana-Klan pflegte enge Beziehungen zum Ashikaga-Shogunat und war einer von vier Klans mit erblichen Ansprüchen auf die Position des Samurai-dokoro. Die Yamana nutzten ihre Position, um schließlich die Position des Shugo über elf der 66 Provinzen Japans zu beanspruchen. Die Ashikaga fürchteten sich jedoch vor der wachsenden Macht des Klans; Shogun Ashikaga Yoshimitsu schürte interne Konflikte innerhalb des Klans und unterstützte den Hosokawa-Klan in seiner Position als Kanrei, um den Yamana entgegenzuwirken. Mitte des 15. Jahrhunderts begann die Macht des Ashikaga-Shogunats zu schwinden, und ein Nachfolgestreit innerhalb des Shogunats führte zum Ōnin-Krieg von 1467 bis 1477.
Burg Takeda wurde etwa um 1441 von Otagaki Mitsukage, einem Gefolgsmann von Yamana Sōzen, erbaut; viele Details sind jedoch unklar und das Datum ist unsicher. 1441 wurde Shogun Ashikaga Yoshinori vom Akamatsu-Klan ermordet. Der Yamana- und der Akamatsu-Klan führten Krieg gegeneinander, und Burg Takeda wurde sowohl zum Schutz der Ikuno-Mine als auch zur Bewachung der Grenze zwischen dem zu Akamatsu gehörenden Harima und dem zu den Yamana gehörenden Tajima errichtet. 1468 wurde eine große Armee des Hosokawa-Clans von den Streitkräften der Yamana unter Führung von Otagaki Mitsukage von Burg Takeda aus besiegt. Der Ōnin-Krieg schwächte den Yamana-Klan, da sich der Konflikt über Jahrzehnte hinzog. Sogar innerhalb ihrer Hochburg Tajima selbst wurden die Yamana meist zu nominellen Oberherren, da lokale Gefolgsleute (wie die Otagaki) weitgehend unabhängig wurden. Unter diesen Umständen wurde der Klan 1576 von Toyotomi Hideyoshi besiegt. Yamana Suketoyo gelang die Flucht nach Sakai, er wurde 1570 von Nobunaga begnadigt und durfte in sein angestammtes Gebiet in Tajima zurückkehren. Obwohl er Nobunaga treu diente, lief der Otagaki-Klan 1580 zum Feind über, als Toyotomi Hideyoshi gegen den Mōri-Klan kämpfte. Hideyoshi beschuldigte die Yamana des Verrats und griff die Burg Arikoyama an, wodurch die Macht des Clans endete. Hideyoshi übergab das Gebiet seinem jüngeren Bruder, Toyotomi Hidenaga.
Hidenaga ernannte seinen General Kuwaharu Shigeharu (1524–1606) zum Kastellan. Nach Hidenagas Versetzung in die Provinz Yamato ernannte Hideyoshi jedoch Akamatsu Hirohide (1562–1600) zum Gouverneur dieser Burg. Unter Hirohide wurde die Burg Takeda erheblich umgebaut. Akamatsu behielt den Grundriss bei: Vom Gipfel des Berges erstrecken sich drei Bergrücken, die jeweils durch Einfriedungen geformt wurden, die das natürliche Gelände umfassend nutzten. Akamatsu fügte Steinmauern und Trockengräben hinzu.
Nach Hideyoshis Tod blieb Akamatsu zunächst der Seite Toyotomis treu, wechselte aber nach der Schlacht von Sekigahara seine Treue zu Tokugawa Ieyasu. Er erhielt den Befehl, die Burg Tottori anzugreifen, wurde beschuldigt, während der Belagerung die Jōkamachi in Brand gesteckt zu haben und wurde zum Seppuku gezwungen. Die Burg Takeda wurde zu diesem Zeitpunkt zerstört, doch die Fundamente und Steinmauern blieben weitgehend intakt. 
Aufgrund ihrer Lage auf einem Berggipfel, oft oberhalb der Wolkendecke, ist die Burgruine zu einer beliebten Touristenattraktion geworden. Sie ist vom Bahnhof Takeda der JR West Bantan Line in 60 Minuten zu Fuß erreichbar, der Aufstieg ist jedoch sehr steil.
Die Burg Takeda wurde 2006 von der Japan Castle Foundation zu einer der 100 schönsten Burgen Japans gekürt.

## Bilder

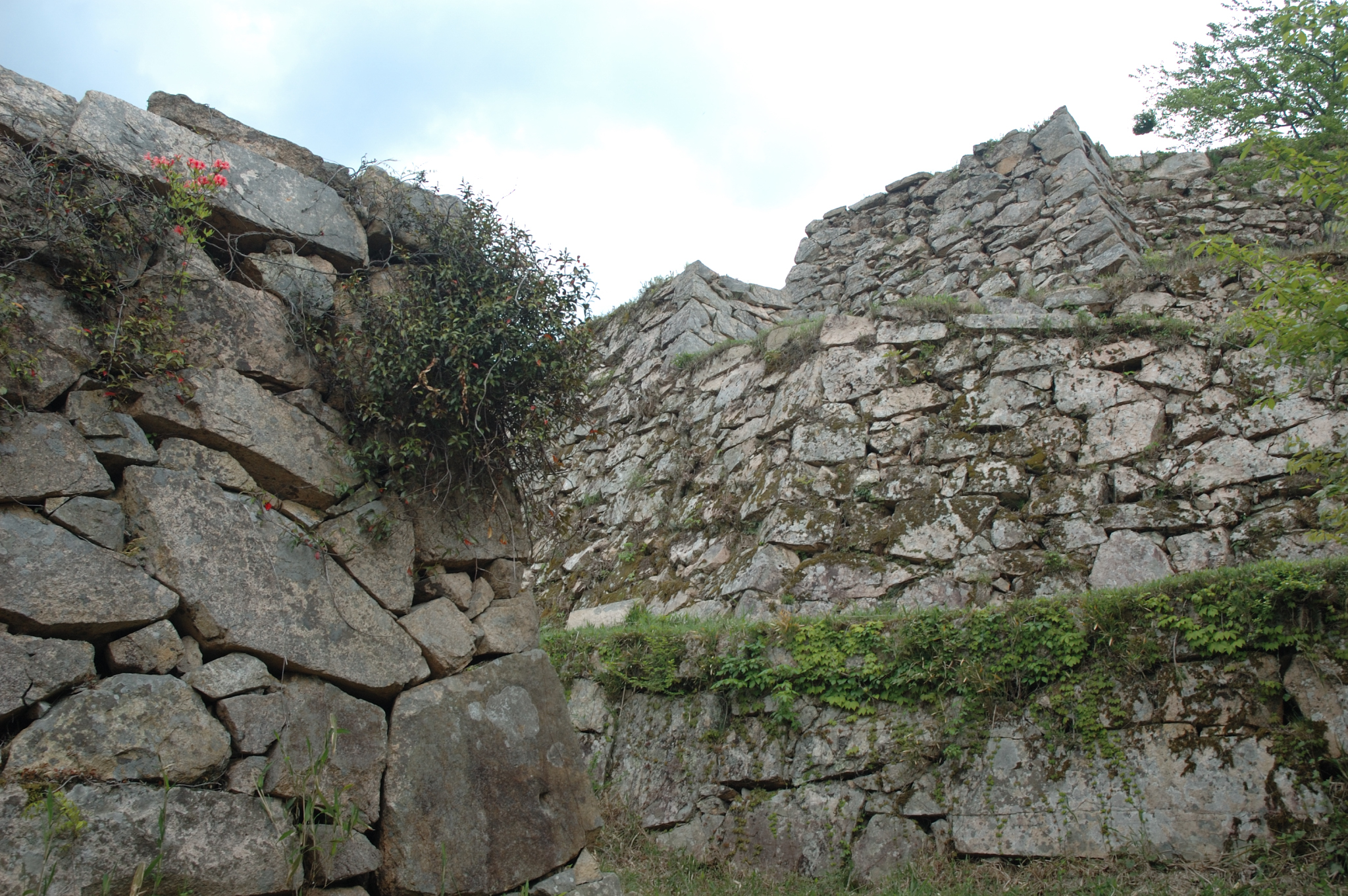
Steinmauern
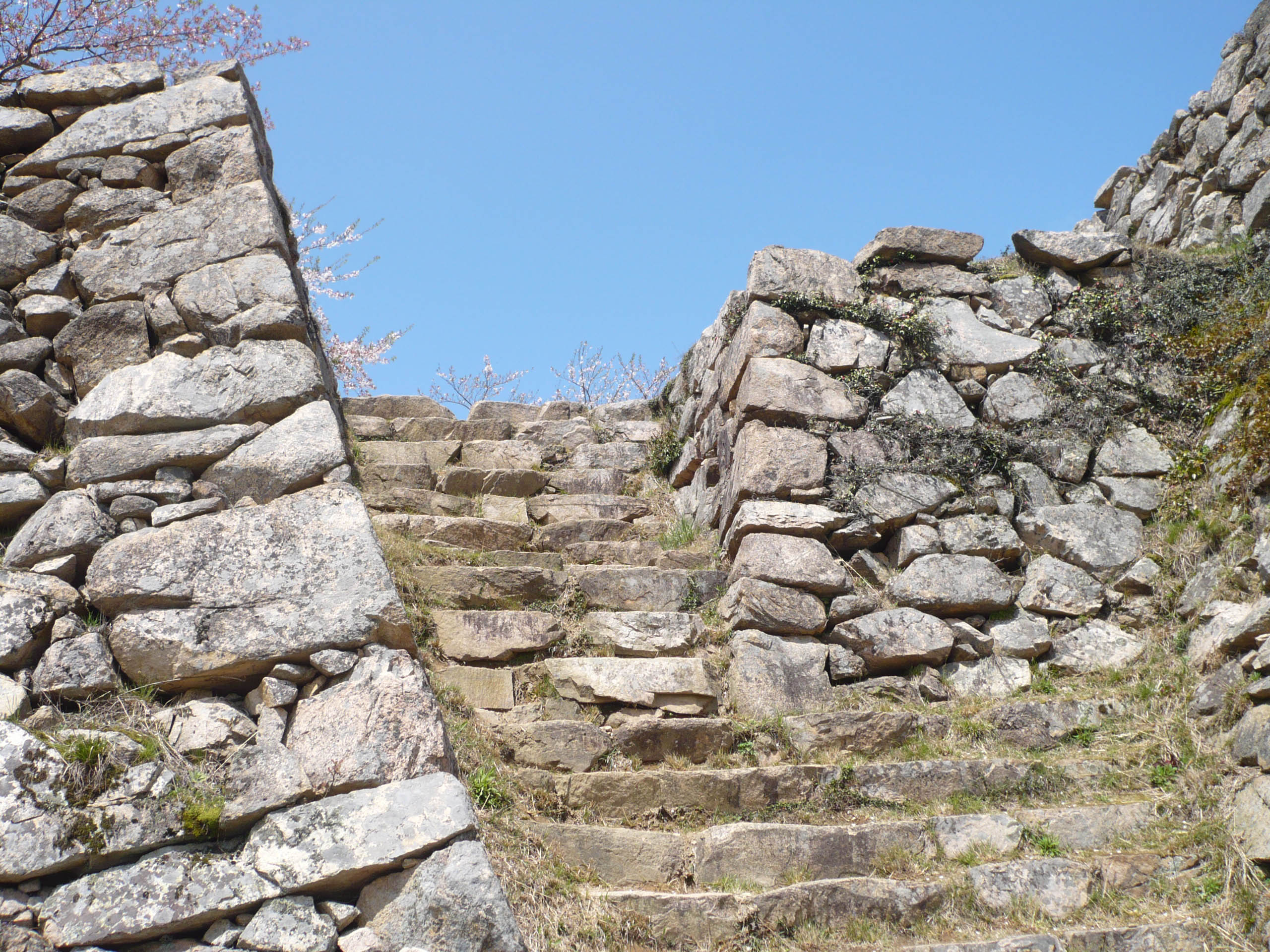
Tor des Tenshu-Turms
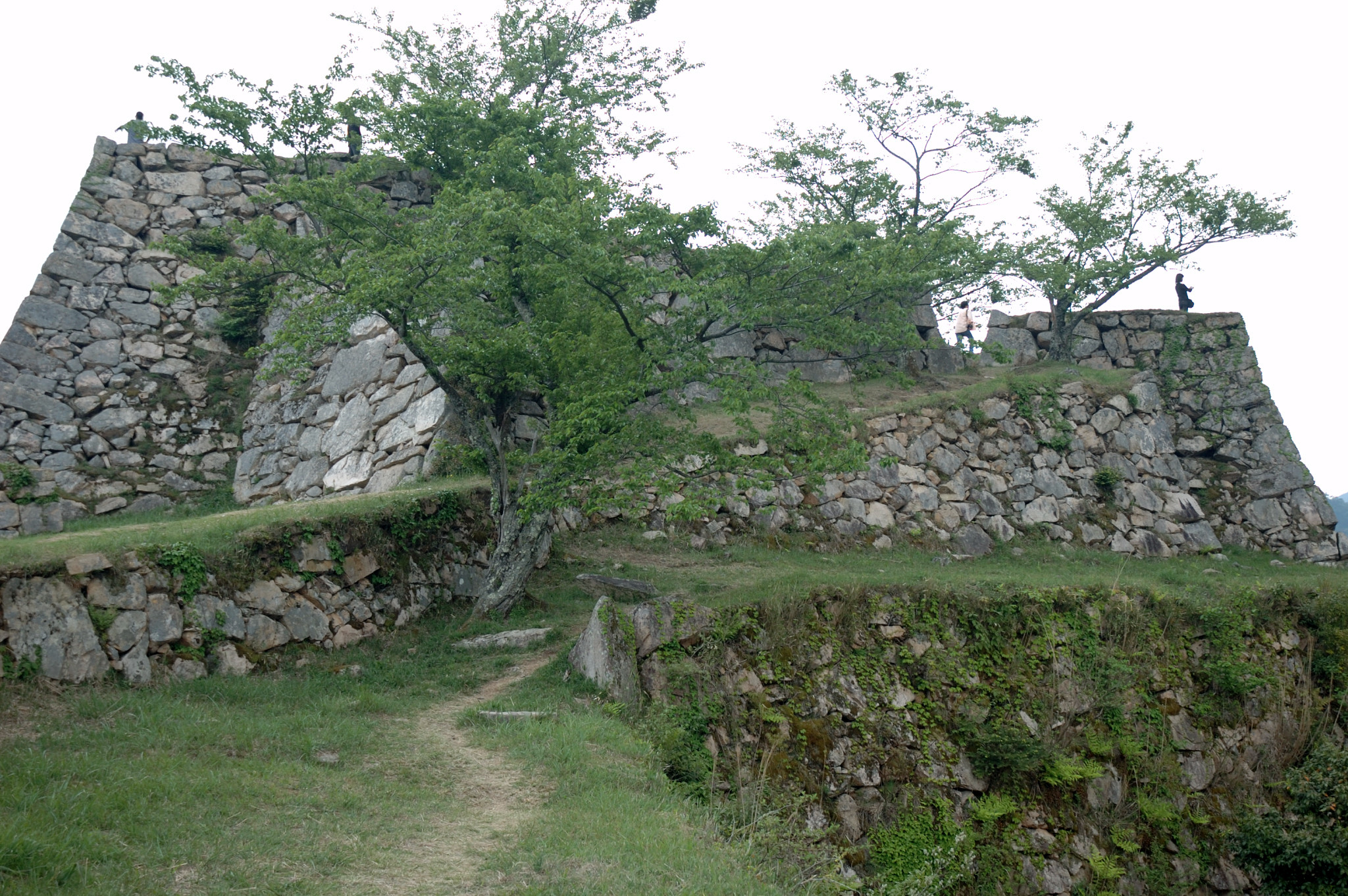
Honmaru-Mauern
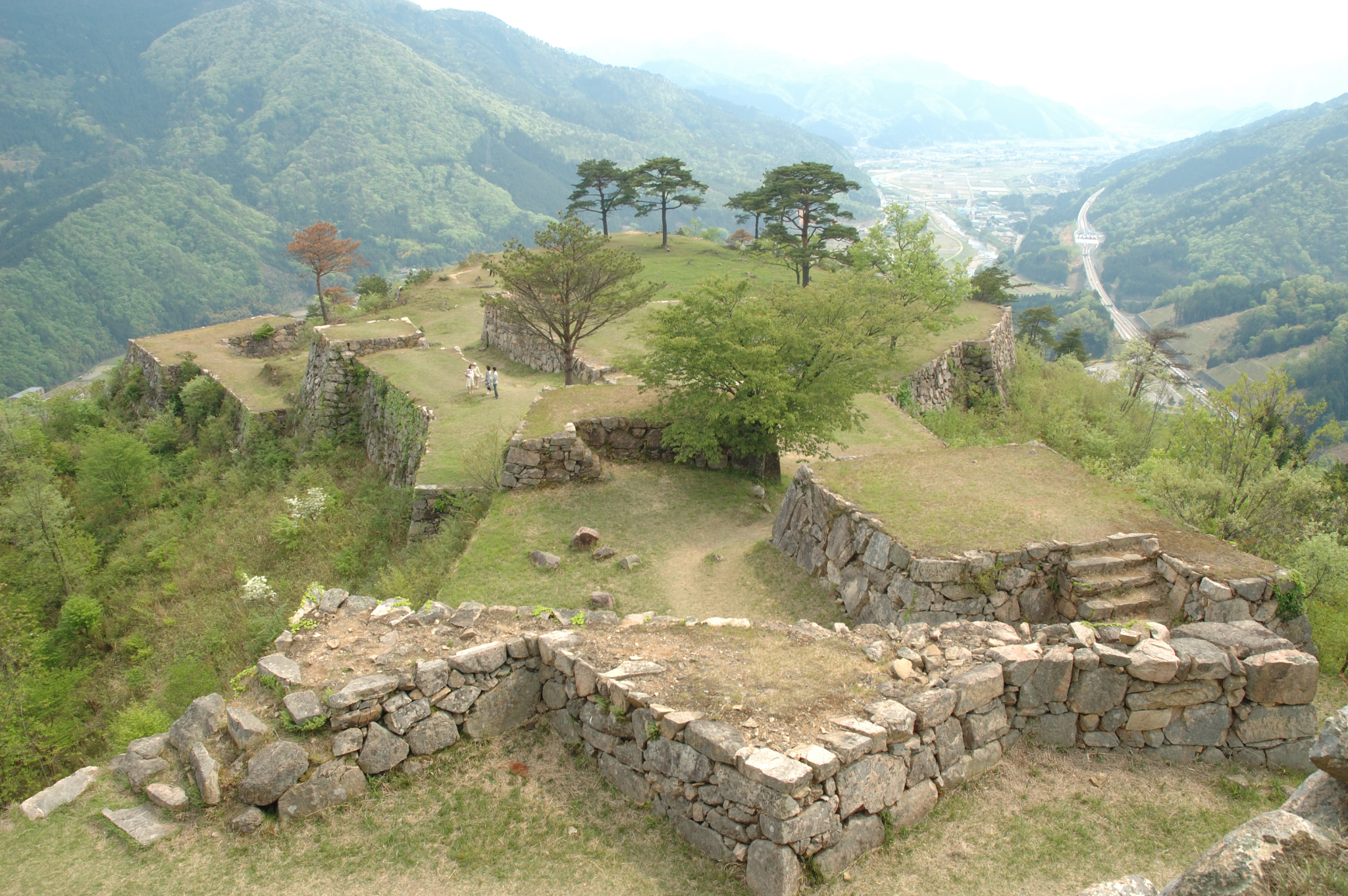
Minami Senjojiki-Mauern
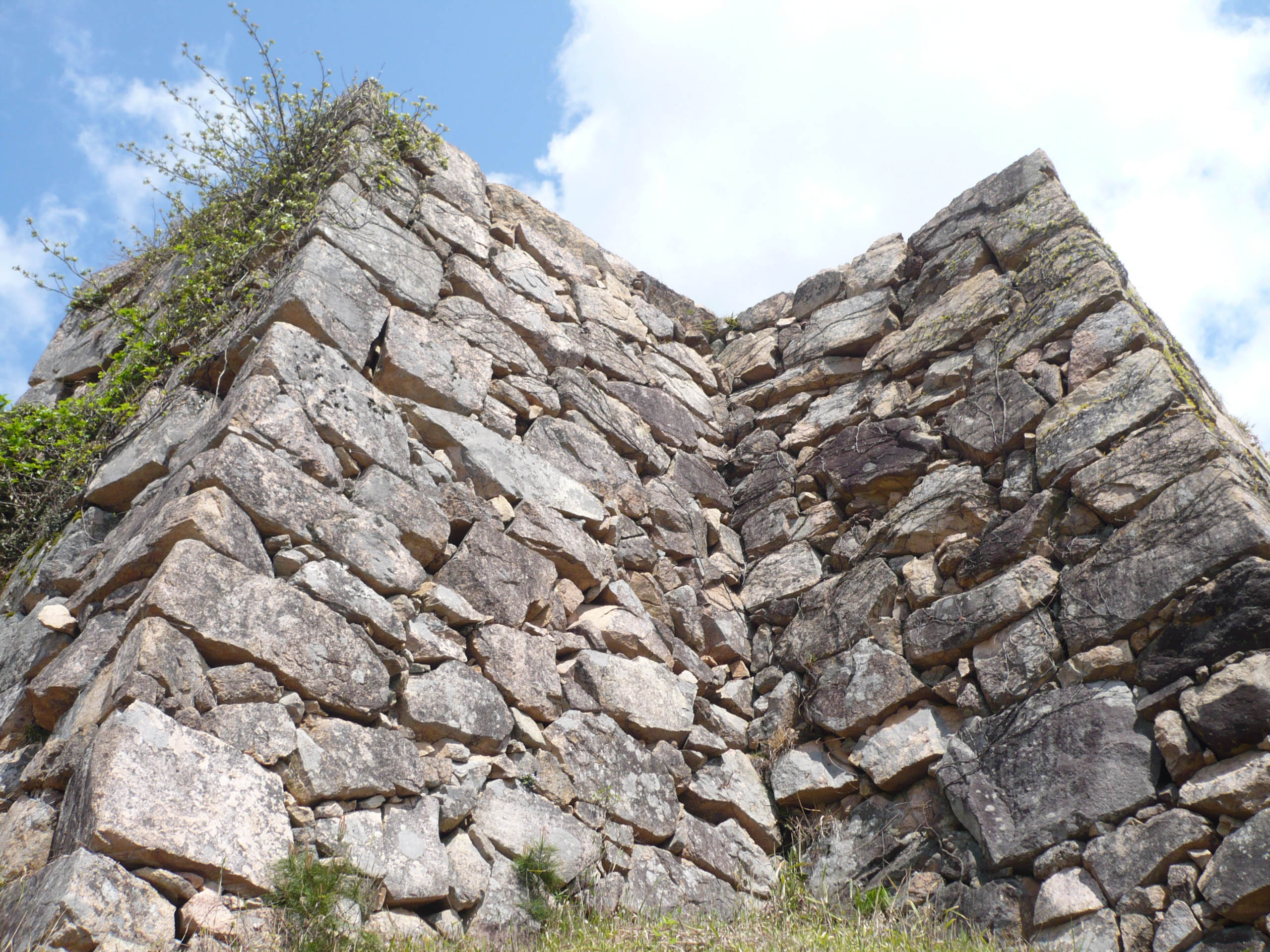
Steinmauer des Mitsukeyagura-Turms